# デヴィッド・ウォルシュ
デヴィッド・ウォルシュ（David Walsh）は、アメリカ合衆国の男性声優、録音技師、オーディオエンジニア、音響監督。別名はデイヴ・ウォルツュ（Dave Walsh）。

## 人物
1989年からエンターテイメント業界で活動。1994年から2002年までサバン・インターナショナルにてADRディレクター、台本作家としてパワーレンジャーシリーズやアニメ作品の製作に関わり、2002年から2004年までStudiopolisにてアニメ作品に録音技師として関わる。2006年からテクニカラーにてオーディオ・エンジニアとしてゲーム作品の録音作業に関わっている。

## 出演作品

### テレビアニメ
1999年
- スーパーマン（クロワッサン屋の店主）※デイヴ・ウォルシュ名義
- バットマン・ザ・フューチャー（ダーク、ロケッティア、学生）

2000年
- バットマン・ザ・フューチャー（ステージ・マネージャー）
- Rocket Power（クラブメンバー2）

2005年
- ファミリー・ガイ

2020年
- ONE PIECE（パンズフライ）

### OVA
2004年
- サクラ大戦 神崎すみれ 引退記念 す・み・れ（観客）

### ゲーム
2001年
- パワーレンジャー・タイムフォース

2003年
- ジャッジドレッド 〜ドレッドVSデス〜
- スター・ウォーズ ローグ スコードロン III（コマンダー5、ウィングマン6）

2005年
- ジェイドエンパイア 〜翡翠の帝国〜
- シャドウ オブ ローマ

2006年
- DRIVER PARALLEL LINES（キッド）

2007年
- Neverwinter Nights 2: Mask of the Betrayer（ビショップ）

### 特撮
1997年
- パワーレンジャー・ターボ（ブルーコマンダーの声、ビスロンの声※ノンクレジット）
- ビッグ・バッド・ビートルボーグ（スカルヘッドの声）

1998年
- パワーレンジャー・イン・スペース（ブルーコマンダーの声）※ノンクレジット

2002年
- パワーレンジャー・ワイルドフォース（オートマンの声）※ノンクレジット

### テレビ番組
- コンドリーザ・ライスドキュメンタリー（ナレーター）
- ナショナル・ボディ・チャレンジ（ナレーター）
- VH1 News Presents: Michael Jackson's Secret Childhood（ナレーター）
- ビッグ・ブラザー（ナレーター）

### 実写映画
2011年
- 猿の惑星: 創世記（声の出演）

2013年
- ザ・イースト（その他の声）
- LIFE!（声の出演）
- ランナーランナー（声の出演）

2014年
- X-MEN:フューチャー&パスト（声の出演）

2016年
- X-MEN:アポカリプス（声の出演）

### テレビドラマ
- レギオン（2017年、声の出演）

### その他
- SBC YAHOO!（テレビ・ラジオCMナレーション）
- 終わりで始まりの4日間（テレビCMナレーション）
- 現代自動車（CMナレーション）
- ステップ・イントゥ・リキッド（テレビCMナレーション）
- Fear Factor チャレンジ!絶叫体験（予告ナレーション）

## 参加作品

### テレビアニメ（スタッフ）
1989年
- グリム名作劇場（ADRエンジニア）

1990年
- げらげらブース物語（レコーディングエンジニア）

1991年
- 赤い光弾ジリオン（ADRレコーディングエンジニア）※第2話から5話まで

1992年
- ふしぎの海のナディア（レコーディングエンジニア）※ストリームライン版、第3話から8話まで

1994年
- Jin Jin and the Panda Patrol（ADRエンジニア）
- 夢の星のボタンノーズ（ダイアローグ・レコーディング）
- ルパン三世 (TV第2シリーズ)（レコーディングエンジニア）※ストリームライン版
  - 死の翼アルバトロス
  - さらば愛しきルパンよ

1995年
- 宇宙の騎士テッカマンブレード（ADRレコーディスト）

1997年
- ビット・ザ・キューピッド（ADRレコーディスト）

1999年
- デジモンアドベンチャー（ディレクター）※マイケル・ソリッチ、ウェンディー・リーとの連名

2001年
- 六門天外モンコレナイト（ADRレコーディスト）

2003年
- 爆闘宣言ダイガンダー（台本）

2004年
- 天地無用! GXP（ボイスディレクター）
- ママレード・ボーイ（台本）
- 陸上防衛隊まおちゃん（レコーディングエンジニア）※第8話から14話まで

2005年
- 絢爛舞踏祭 ザ・マーズ・デイブレイク（ADR台本）
- 金色のガッシュベル!!（レコーディングエンジニア）

2019年
- うちの娘の為ならば、俺はもしかしたら魔王も倒せるかもしれない。（ADRディレクター）
- 超人高校生たちは異世界でも余裕で生き抜くようです!（ボイスディレクター、レコーディングエンジニア）
- 私、能力は平均値でって言ったよね!（ADRディレクター）

2020年
- 乙女ゲームの破滅フラグしかない悪役令嬢に転生してしまった…（レコーディングエンジニア）
- 神之塔 -Tower of God-（レコーディングエンジニア）
- NOBLESSE -ノブレス-（レコーディングエンジニア）

2021年
- 蜘蛛ですが、なにか?（ADRディレクター）
- 最果てのパラディン（ボイスディレクター）
- 東京卍リベンジャーズ（ADRディレクター）
- トッツ とべ! あかちゃん おとどけたい（ダイアローグ・エディター）
- 100万の命の上に俺は立っている第2シーズン（ボイスディレクター）
- プラチナエンド（ボイスディレクター）
- 文豪ストレイドッグス わん！（ADRディレクター）

2022年
- 失格紋の最強賢者（ボイスディレクター）
- リアデイルの大地にて（ボイスディレクター）

2023年
- 呪術廻戦（レコーディングエンジニア）
- [[[BLEACH 千年血戦篇-訣別譚-]]（レコーディングエンジニア）

### 劇場アニメ（スタッフ）
1992年
- ゴルゴ13（レコーディングエンジニア）
- サイレントメビウス（レコーディングエンジニア）
- 迷宮物語（レコーディングエンジニア）

1993年
- 妖獣都市（レコーディングエンジニア）

1994年
- 三国志 第一部・英雄たちの夜明け（レコーディングエンジニア）
- ダーティペア（レコーディングエンジニア）

2012年
- マスエフェクト～失われたパラゴン（ADRレコーディング）

2014年
- かぐや姫の物語（レコーディングエンジニア）

2015年
- 思い出のマーニー（ダイアローグ・エディター、レコーディングエンジニア）

2022年
- 雨を告げる漂流団地（レコーディスト）

### OVA（スタッフ）
1991年
- 赤い光弾ジリオン 歌姫夜曲（ADRレコーディングエンジニア）

1994年
- ダーティペア 謀略の005便（レコーディングエンジニア）

1995年
- クライング フリーマン（レコーディングエンジニア）※第1話のみ

2004年
- サクラ大戦 神崎すみれ 引退記念 す・み・れ（ADRディレクター）

### Webアニメ（スタッフ）
2021年
- Sharkdog's Fintastic Halloween（ダイアローグ・エディター）

2022年
- BASTARD!! -暗黒の破壊神-（ - 2023年、脚色、レコーディスト<第2期以降>）
- TIGER & BUNNY2（ボイスディレクター<第14話以降>）

### ゲーム（スタッフ）
1994年
- シャドー・ウォーリアー（レコーディングエンジニア）

2005年
- 金色のガッシュベル!! 激闘!最強の魔物達（レコーディングエンジニア）

2007年
- アンチャーテッドエル･ドラドの秘宝（ダイアローグレコーディスト）
- ストラングルホールド（ADRレコーディスト）
- 地球防衛軍3（ダイアローグレコーディスト）

2008年
- エンド ウォー（サウンドレコーディスト）
- Scene It? Box Office Smash（レコーディングエンジニア）

2009年
- アンチャーテッド 黄金刀と消えた船団（ダイアローグレコーディスト）
- サイレントヒル シャッタードメモリーズ（レコーディングエンジニア）
- ニンジャブレイド（レコーディングエンジニア）

2010年
- Vandal Hearts: Flames of Judgment（レコーディングエンジニア）

2011年
- アンチャーテッド 地図なき冒険の始まり（レコーディングエンジニア）

2012年
- Dragon's Dogma（レコーディングエンジニア）
- ヒットマンアブソリューション（レコーディングエンジニア）

2013年
- BioShock Infinite（レコーディングエンジニア）

2014年
- ソニックトゥーン 太古の秘宝（レコーディングエンジニア）
- テンカイナイト ブレイブバトル（ダイアローグ・エディター）
- ライトニング リターンズ ファイナルファンタジーXIII（レコーディングエンジニア）

2015年
- バイオハザード リベレーションズ2（ダイアローグ・エディター）

2016年
- NARUTO -ナルト- 疾風伝 ナルティメットストーム4（ダイアローグ・エディター、レコーディングエンジニア）
- Mighty No. 9（レコーディングエンジニア）

2018年
- 聖剣伝説2 SECRET of MANA（ダイアローグ・エディター）

2019年
- チームソニックレーシング（ダイアローグ・エディター）
- マリオ&ソニック AT 東京2020オリンピック（ダイアローグ・エディター）

### 映画（スタッフ）
1994年
- 地底人アンダーテイカー（フォーリー・レコーディスト）
- デストラスト/疑惑のシナリオ（サウンドリレコーディングミキサー）
- Tollbooth（サウンドリレコーディングミキサー）
- 不思議なペットショップ（フォーリー・レコーディスト）
- 罠の女（フォーリー・レコーディスト）

1995年
- インターセプター2（ADRレコーディスト、フォーリー・レコーディスト）
- Shadow Warriors（ADRレコーディスト）
- Till the End of the Night（ADRレコーディスト）
- テクノ・フィアー（ADRレコーディスト）
- パシフィカ（ADRレコーディスト、フォーリー・レコーディスト）
- Huntress: Spirit of the Night（ADRレコーディスト）
- Blonde Heaven（サウンドリレコーディングミキサー、フォーリー・レコーディスト）
- レディ・ヴァンパイア/淫夢伝説（ADRレコーディスト）

### 短編映画（スタッフ）
- On Hope（フォーリー・レコーディスト）

### テレビ映画（スタッフ）
- リップスティック・カメラ（1994年、ADRレコーディスト、フォーリー・レコーディスト）

### オリジナルビデオ（スタッフ）
1993年
- パンプキンヘッド2（サウンドリレコーディングミキサー、ADRレコーディスト）

1994年
- あぶないタイム刑事（ADRレコーディスト）

1995年
- The Desperate Trail（ADRレコーディスト）
- パペット・マスター5/最終戦争（ADRレコーディスト、フォーリー・レコーディスト）

### テレビドラマ（スタッフ）
- Sweet Valley High（1995年、ADRミキサー）

### 吹き替え（スタッフ）
- ゼイラム（1994年、レコーディングエンジニア）
- BLEACH 死神代行篇（2018年、レコーディングエンジニア）

### 特撮（スタッフ）
1995年
- バーチャル戦士トゥルーパーズ（ADRミキサー<第31 - 52話>、ADRレコーディスト<第53 - 92話>、セカンドADRディレクター<第80 - 92話>）
- パワーレンジャー（ADRミキサー）※第101話から
- マスクド・ライダー（セカンド・ADRディレクター<第3 - 27話>、ADRミキサー）

1996年
- マイティ・モーフィン・エイリアンレンジャー（ADRミキサー）
- パワーレンジャー・ジオ（ADRミキサー<第1 - 43話>、ADRディレクター<第44 - 50話>）
- ビッグ・バッド・ビートルボーグ（ADRディレクター）
- マスクド・ライダー（ADRディレクター<第28 - 40話>）

1997年
- パワーレンジャー・ターボ（ADRディレクター、ADR台本）

1998年
- パワーレンジャー・イン・スペース（ADRディレクター、ADR台本）
- ビートルボーグ・メタリックス（ADRディレクター、ADR台本）

1999年
- パワーレンジャー・ロスト・ギャラクシー（ADRディレクター、ADR台本）

2000年
- パワーレンジャー・ライトスピード・レスキュー（ADRディレクター、ADR台本）

2001年
- パワーレンジャー・タイムフォース（ADRディレクター、ADR台本）

### ドキュメンタリー
- James Brown: Live from the House of Blues（2000年、音声）

### 漫画（スタッフ）
2005年
- ゴーストハント（翻訳・脚色）
- 恋文日和（翻訳・脚色）
- のだめカンタービレ（翻訳・脚色）
- ラブロマ（翻訳・脚色）

2007年
- しゅごキャラ!（翻訳・脚色）